# Нечисар (национальный парк)
Нечисар (англ. Nechisar National Park) — национальный парк в юго-западной части Эфиопии. Расположен в Регионе Южных национальностей, народностей и народов, непосредственно к востоку от города Арба-Мынч. Площадь парка составляет 514 км². Высота территории над уровнем моря изменяется от 1108 до 1650 м. Парк был основан в 1974 году.
Примерно 15 % территории парка занимают озёра Абая (на севере) и Чамо (на юге). Большую часть территории занимают кустарники и лесистые долины и предгорья гор Амаро, имеются также травянистые равнины и прибрежные леса вдоль берегов озёр. Высота территории изменяется от 1108 м над уровнем моря на берегу озера Чамо до 1650 м — гора Табала на северо-востоке парка, известная своими горячими источниками.

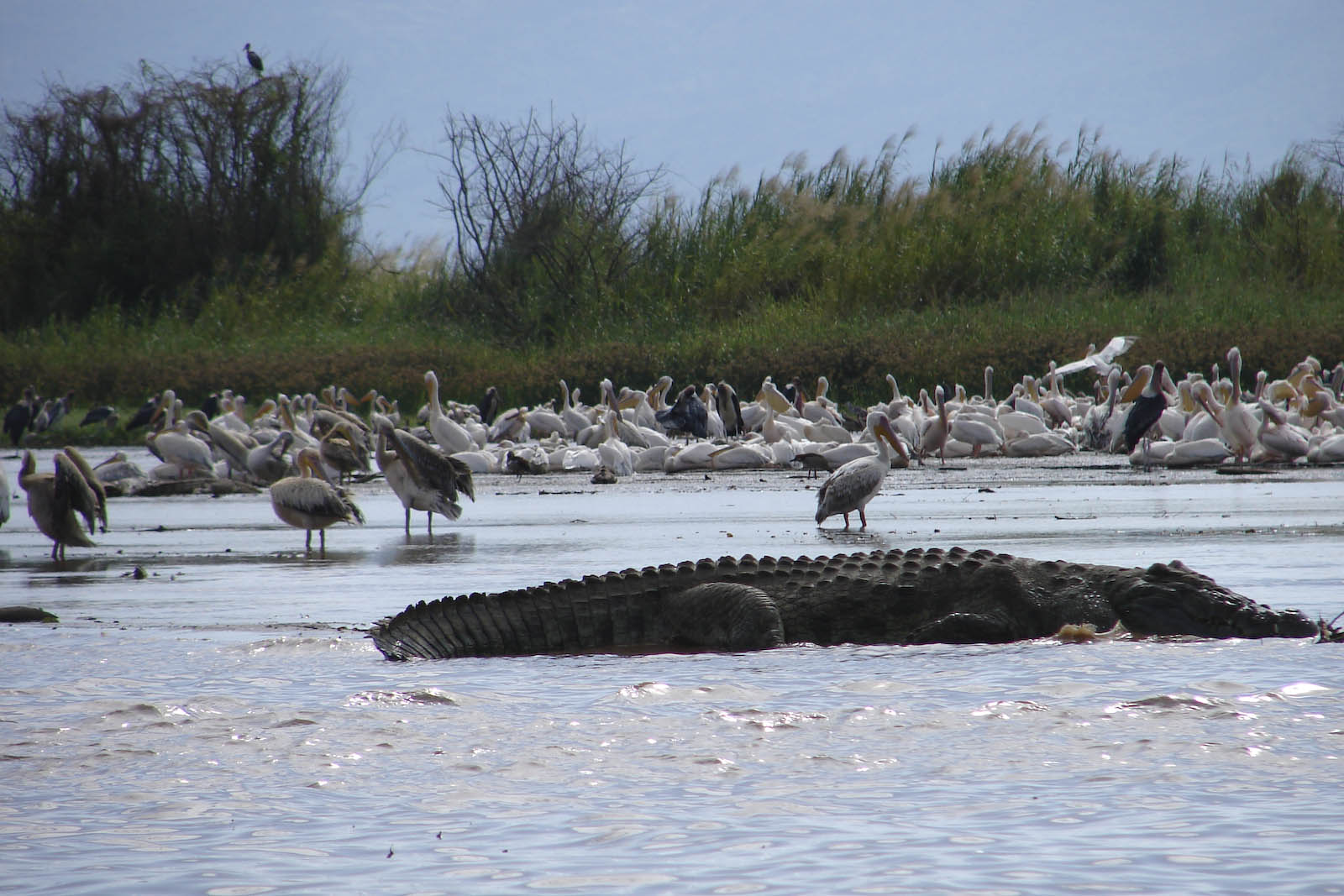
Крокодилы и пеликаны на озере Чамо

Леса между двумя озёрами и вдоль реки Кулфо представлены главным образом сикомором, который иногда достигает 30 м в высоту. Значительные территории к западу от озера Абая были очищены от леса в 1960-70-х годах под плантации хлопчатника. Болотистые участки в устье реки Кулфо и вблизи озера Чамо поросли рогозом узколистным и небольшими деревьями семейства бобовых, такими как Aeschynomene elaphroxylon и Sesbania sesban. Более высокие деревья в парке включают Dichrostachys cinerea, Acacia tortilis, баланитес египетский и акацию нильскую. Южная часть парка представлена травянистыми равнинами с редкими кустарниками и деревьями.
Озёра Абая и Чамо имеют значительные рыбные ресурсы, включающие нильского окуня. Фауна парка включает такие виды как бурчеллова зебра, газель Гранта, дикдики и большой куду. На северо-западном побережье озера Чамо водятся сотни крокодилов. В парке также водятся бушбок, кустарниковая свинья, павиан анубис, верветка и чепрачный шакал. Популяция вымирающей гиеновидной собаки ранее обитала в парке, но в наше время, возможно, полностью уничтожена.
Нечисар является важным местом обитания птиц, включая зимородковых, аистовых, пеликанов и фламинго. Здесь обитают также степная пустельга и степной лунь.